# پرتوپایان
پرتوپایان (نام علمی: Actinopodidae) نام یک تیره از راسته عنکبوت است.